# Ghețarul Calderone
Ghețarul Calderone (în italiană Ghiacciaio del Calderone) este situat în masivul Gran-Sasso în regiunea Abruzzo în apropiere de Campo Imperatore, Italia. El este amplasat sub Corno Grande (2.912 m) cel mai înalt pisc din Apenini. După topirea ghețarului „Corral de Veleta” din Sierra Nevada (Spania) a devenit ghețarul cel mai sudic din Europa. Dacă ghețarul continuă să se micșoreze va urma soarta ghețarului din Spania. Din tabel se poate observa evoluția ghețarului în timp:
| Anul | suprafața (m²) | volum (m³) |
| ---- | -------------- | ---------- |
| 1794 | 104.257        | 4.332.207  |
| 1884 | 90.886         | 3.382.166  |
| 1916 | 63.335         | 3.386.485  |
| 1934 | 59.713         | 2.461.529  |
| 1960 | 60.030         | 1.729.934  |
| 1990 | 52.586         | 360.931    |
| 2005 | 32.900         | ---        |
| 2006 | 32.700         | ---        |

Deoarece calota ghețarului reacționează diferit la schimbările climatice nu se poate face o prognoză clară pentru viitor. 